# Kekur

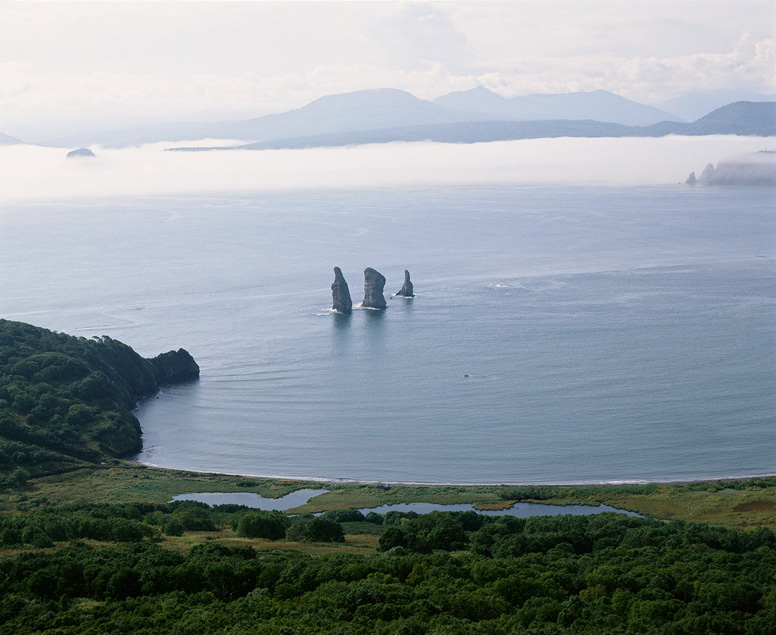
El Tri Brata, un kekur en la bahía de Avacha.

Kekur (en ruso, кекур) es un término que se emplea para designar columnas monolíticas de roca natural o con forma de cono que afloran de un cuerpo de agua, sea río o mar, en la costa norte y oriental de Siberia, en Rusia. 
El término se utiliza para nombrar islotes rocosos en los océanos Ártico y Pacífico, en el extremo oriente ruso, y para columnas de piedra en las cuencas hidrográficas de los ríos Lena, Yana e Indigirka.